# Ethel Lina White
Ethel Lina White (Abergavenny, 2 aprile 1876 – Londra, 13 agosto 1944) è stata una scrittrice gallese.

## Biografia
Nata in Galles in una famiglia di nove figli, cominciò a scrivere sin da bambina. 
Impiegata presso un ufficio governativo del Ministero delle Pensioni, lasciò l'incarico per dedicarsi alla scrittura. Nel Regno Unito e in America divenne tra gli anni Trenta e Quaranta una celebre scrittrice di romanzi criminali. 
Nel 1931 uscì il suo primo romanzo giallo: La vittima è presente (Put Out the Light).
La White è nota principalmente per Some Must Watch del 1933, da cui nel 1946 fu tratto il film La scala a chiocciola di Robert Siodmak, e per Il mistero della signora scomparsa (The Wheel Spins) del 1936, su cui Alfred Hitchcock basò nel 1938 il film La signora scompare.

## Opere
- The Wish-Bone (1927)
- Twill Soon Be Dark (1929)
- The Eternal Journey (1930)
- Put Out the Light (1931),
  - La vittima è presente, Il Giallo Mondadori n.387
- Fear Stalks the Village (1932)
- Some Must Watch (1933),
  - La scala a chiocciola, I Classici del Giallo Mondadori n. 389 e n. 1154
- Wax (1935),
  - Delitto al museo delle cere, I Classici del Giallo Mondadori n.763
- The First Time He Died (1935),
  - È scomparso un caro ometto, trad. Giuseppina Taddei, Libri Gialli n.253, Mondadori, 1941;
- The Wheel Spins (1936),
  - Il mistero della signora scomparsa, Il Giallo Economico Classico n. 59; ripubblicato come La signora scompare, I Bassotti n. 28
- The Third Eye (1937)
- The Elephant Never Forgets (1937)
- Step in the Dark (1938)
- While She Sleeps (1940)
- She Faded into Air (1941)
  - Svanita nel nulla, I Classici dei Gialli Mondadori n.1422, 2019
- Midnight House (1942)
  - La casa dell'oscurità, I Classici del Giallo Mondadori n.1405, gennaio 2018
- The Man Who Loved Lions (1943)
- They See in Darkness (1944)

### Racconti
- Miele (Honey, 1935), Collana Supergiallo n.19 del 1 settembre 1946
- Cheese
- Old Man River
- Waxworks, 1935
- La vacanza (The Holiday, 1938), edito in Italia nel volume Delitti in campagna, Gli speciali del Giallo Mondadori n.93, marzo 2020
- L'allieva d'oro (The Gilded Pupil, 1940, in Detective Stories of To-day, a cura di Raymond Postgate), edito in Italia nel volume La morte fa l'appello, Gli speciali del Giallo Mondadori n.106, giugno 2023